# Arquidiócesis de San Juan de Terranova
La arquidiócesis de San Juan de Terranova (en latín: Archidioecesis Sancti Ioannis Terrae Novae y en inglés: Roman Catholic Archdiocese of St. John's, Newfoundland) es una circunscripción eclesiástica latina de la Iglesia católica en Canadá, sede metropolitana de la provincia eclesiástica de San Juan de Terranova. La arquidiócesis tiene al arzobispo Peter Joseph Hundt como su ordinario desde el 12 de diciembre de 2018. 

## Territorio y organización

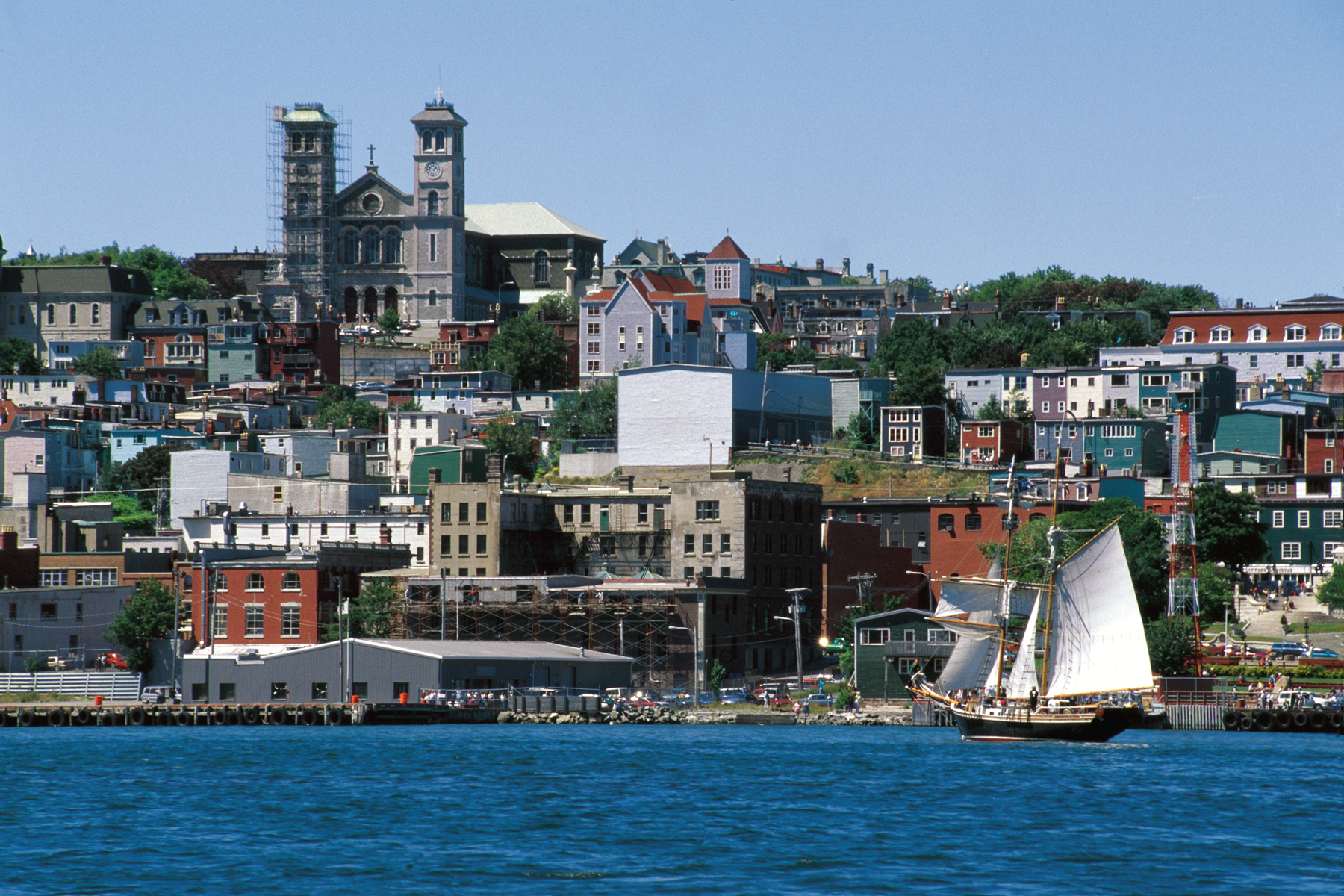
Basílica de arquidiócesis de San Juan de Terranova vista desde el mar

La arquidiócesis tiene 16 641 km² y extiende su jurisdicción sobre los fieles católicos de rito latino residentes en el extremo sudoriental de la provincia de Terranova y Labrador.
La sede de la arquidiócesis se encuentra en la ciudad de San Juan de Terranova, en donde se halla la Catedral basílica de San Juan Bautista.
En 2020 en la arquidiócesis existían 34 parroquias.
La arquidiócesis tiene como sufragáneas a las diócesis de: Corner Brook-Labrador y Grand Falls.

## Historia
La prefectura apostólica de Terranova fue erigida el 30 de mayo de 1784, obteniendo el territorio de la arquidiócesis de Quebec.
El 5 de enero de 1796 la prefectura apostólica fue elevada a vicariato apostólico.
El 1 de febrero de 1820, en virtud del breve Inter multiplices del papa Pío VII, incorporó la isla de Anticosti y una parte de Labrador, que había pertenecido a la arquidiócesis de Quebec.
El 4 de junio de 1847 el vicariato apostólico fue elevado a diócesis en virtud del breve Apostolici muneris del papa Pío IX, sufragáneo de la arquidiócesis de Quebec.
El 4 de mayo de 1852 pasó a formar parte de la provincia eclesiástica de la arquidiócesis de Halifax.
El 29 de febrero de 1856 cedió una parte de su territorio para la erección de la diócesis de Harbor Grace (hoy diócesis de Grand Falls) y al mismo tiempo tomó el nombre de diócesis de San Juan de Terranova mediante el breve Ex apostolicae servitutis del papa Pío IX.
El 16 de septiembre de 1870 cedió otras porciones de territorio para la erección de las prefecturas apostólicas de Saint George's (hoy diócesis de Corner Brook-Labrador) y de Placentia mediante el breve Quae Catholicae rei del papa Pío IX.
En 1892 incorporó parte del territorio de la suprimida prefectura apostólica de Placentia mediante el breve Quae catholico nomini del papa León XIII.
El 8 de febrero de 1904 fue elevada al rango de arquidiócesis metropolitana con el breve In hac Beati Petri Cathedra del papa Pío X.
Desde el 18 de octubre de 2007 hasta el 1 de marzo de 2011 estuvo unida in persona episcopi a la diócesis de Grand Falls.

## Estadísticas
De acuerdo al Anuario Pontificio 2021 la arquidiócesis tenía a fines de 2020 un total de 106 000 fieles bautizados.
| Año                                                                             | Población            | Población | Población      | Sacerdotes | Sacerdotes    | Sacerdotes    | Bautizados por sacerdote | Diáconos permanentes | Religiosos | Religiosos | Parroquias |
| Año                                                                             | Bautizados católicos | Total     | % de católicos | Total      | Clero secular | Clero regular | Bautizados por sacerdote | Diáconos permanentes | Varones    | Mujeres    | Parroquias |
| ------------------------------------------------------------------------------- | -------------------- | --------- | -------------- | ---------- | ------------- | ------------- | ------------------------ | -------------------- | ---------- | ---------- | ---------- |
| 1950                                                                            | 60 000               | 102 000   | 58.8           | 55         | 55            |               | 1090                     |                      | 58         | 259        | 37         |
| 1966                                                                            | 80 405               | 147 343   | 54.6           | 79         | 66            | 13            | 1017                     |                      | 81         | 450        | 41         |
| 1968                                                                            | 83 347               | 146 204   | 57.0           | 75         | 62            | 13            | 1111                     |                      | 75         | 423        | 39         |
| 1976                                                                            | 90 197               | 171 744   | 52.5           | 64         | 45            | 19            | 1409                     |                      | 80         | 352        | 39         |
| 1980                                                                            | 117 862              | 205 079   | 57.5           | 75         | 57            | 18            | 1571                     |                      | 84         | 330        | 40         |
| 1990                                                                            | 123 434              | 209 198   | 59.0           | 66         | 49            | 17            | 1870                     |                      | 51         | 301        | 44         |
| 1999                                                                            | 115 857              | 208 056   | 55.7           | 56         | 41            | 15            | 2068                     |                      | 29         | 254        | 42         |
| 2000                                                                            | 116 653              | 210 736   | 55.4           | 59         | 43            | 16            | 1977                     |                      | 29         | 246        | 44         |
| 2001                                                                            | 118 205              | 212 745   | 55.6           | 57         | 42            | 15            | 2073                     |                      | 21         | 250        | 44         |
| 2002                                                                            | 117 520              | 216 570   | 54.3           | 52         | 40            | 12            | 2260                     |                      | 23         | 218        | 40         |
| 2003                                                                            | 118 995              | 218 587   | 54.4           | 51         | 38            | 13            | 2333                     |                      | 23         | 213        | 40         |
| 2004                                                                            | 111 000              | 213 000   | 52.1           | 72         | 39            | 33            | 1541                     |                      | 42         | 220        | 40         |
| 2010                                                                            | 111 000              | 224 000   | 49.6           | 54         | 42            | 12            | 2055                     | 2                    | 20         | 169        | 36         |
| 2014                                                                            | 116 100              | 234 300   | 49.6           | 47         | 40            | 7             | 2470                     | 2                    | 19         | 167        | 34         |
| 2017                                                                            | 120 135              | 242 420   | 49.6           | 48         | 37            | 11            | 2502                     | 2                    | 19         | 139        | 34         |
| 2020                                                                            | 106 000              | 225 180   | 47.1           | 44         | 33            | 11            | 2409                     | 2                    | 14         | 135        | 34         |
| Fuente: Catholic-Hierarchy, que a su vez toma los datos del Anuario Pontificio. |                      |           |                |            |               |               |                          |                      |            |            |            |

## Episcopologio
- James Louis O'Donel, O.F.M.Obs. † (17 de mayo de 1784-1 de enero de 1807 renunció)
- Patrick Lambert, O.F.M.Ref. † (1 de enero de 1807 por sucesión-23 de septiembre de 1816 renunció)
- Thomas Scallan, O.F.M.Ref. † (23 de septiembre de 1816 por sucesión-7 de junio de 1830 falleció)
- Michael Anthony Fleming, O.F.M.Ref. † (29 de mayo de 1830 por sucesión-14 de julio de 1850 falleció)
- John Thomas Mullock, O.F.M.Ref. † (14 de julio de 1850 por sucesión-26 de marzo de 1869 falleció)
- Thomas James Power † (13 de mayo de 1870-4 de diciembre de 1893 falleció)
- Michael Francis Howley † (9 de enero de 1895-15 de octubre de 1914 falleció)
- Edward Patrick Roche † (26 de febrero de 1915-23 de septiembre de 1950 falleció)
- Patrick James Skinner, C.I.M. † (23 de enero de 1951-28 de marzo de 1979 retirado)
- Alphonsus Liguori Penney † (28 de marzo de 1979-2 de febrero de 1991 renunció)
- James Hector MacDonald, C.S.C. (2 de febrero de 1991-4 de diciembre de 2000 retirado)
- Brendan Michael O'Brien (4 de diciembre de 2000-1 de junio de 2007 nombrado arzobispo de Kingston)
- Martin William Currie (18 de octubre de 2007-12 de diciembre de 2018 retirado)
- Peter Joseph Hundt, desde el 12 de diciembre de 2018